# Johnny Tremain
Johnny Tremain – film stworzony przez Walt Disney Productions w 1957, reżyserii Roberta Stevensona, na podstawie powieści Esther Forbes z 1944 o tym samym tytule. W telewizji ukazał się w dwóch odcinkach, pierwszy przedstawia rok 1773 i ambicje Johnny'ego pokrzyżowane wypadkiem w warsztacie złotniczym. Drugi ma miejsce w 1775 roku i przedstawia wydarzenia z pierwszych dni wojny o niepodległość Stanów Zjednoczonych pod dowództwem gen. Thomasa Gagea.
Piosenka Liberty Tree, z muzyką George'a Brunsa i słowami Toma Blackburna, stała się znana kiedy została umieszczona na albumie Disney Record zatytułowanym Happy Birthday and Other Holiday songs.
Fragmenty filmu zostały wykorzystane w 1968 r. do celów edukacyjnych, w ramach tytułów Boston Tea Party i The Shot Heard 'Round the World.

## Opis fabuły
Johnny jest aroganckim, niezwykle uzdolnionym uczniem w zakładzie złotniczym pana Lampham, który marzy o tym aby pewnego dnia stać się zamożnym i szanowanym właścicielem sklepu. Wszystkie te plany zostają pokrzyżowane gdy w wyniku wypadku doznaje kontuzji ręki. Wkrótce bohater przystępuje do ruchu o niepodległość Ameryki "Synowie Wolności". W czasie swej podróży poznaje on kilka sławnych osobistości, w tym Paula Revere'a, Samuela Adamsa, i Josepha Warrena. Historia osiąga swoją kulminację w początku amerykańskiej wojny o niepodległość i działaniach podejmowanych przez wiele osobistości aby doprowadzić młodą Amerykę do pierwszych bitew.

## Obsada
| Aktor              | Rola                     |
| ------------------ | ------------------------ |
| Hal Stalmaster     | Johnny Tremain           |
| Luana Patten       | Priscilla 'Cilla' Lapham |
| Jeff York          | James Otis               |
| Sebastian Cabot    | Jonathan Lyte            |
| Richard Beymer     | Rab Silsbee              |
| Geoffrey Toone     | Major Pitcairn           |
| Rusty Lane         | Samuel Adams             |
| Walter Sande       | Paul Revere              |
| Whit Bissell       | Josiah Quincy            |
| Walter Coy         | Dr Joseph Warren         |
| Will Wright        | Ephraim Lapham           |
| Virginia Christine | Pani Lapham              |
| Ralph Clanton      | Generał Gage             |
| Lumsden Hare       | Admirał Montagu          |
| Gavin Gordon       | Pułkownik Smith          |

| Aktor              | Rola                             |
| ------------------ | -------------------------------- |
| John Close         | Kapitan statku                   |
| Cyril Delevanti    | Pan Robert Newman                |
| Robert Foulk       | Pan Larkin                       |
| Anthony Ghazlo Jr. | Jehu                             |
| Dabbs Greer        | Nat Lorne                        |
| Chuck Hamilton     | Mat na statku "Boston Tea Party" |
| Robin Hughes       | Brytyjski oficer marynarki       |
| William F. Kraemer | Złotnik                          |
| Maurice Millard    |                                  |
| House Peters Jr.   | Patriotyczny dowódca w Lexington |
| Dick Rich          | Posterunkowy Hooper              |
| Charles Smith      | Caleb                            |
| Robert Stevenson   | Wartownik                        |

## Ekipa
- Reżyseria – Robert Stevenson
- Zdjęcia – Charles P. Boyle
- Scenariusz – Thomas W. Blackburn
- Produkcja – Walt Disney
- Scenografia – Peter Ellenshaw, Fred M. MacLean, Emile Kuri, Carroll Clark
- Kostiumy – Gertrude Casey, Chuck Keehne
- Muzyka – George Bruns